# Ranunculus zmudae
Ranunculus zmudae — вид квіткових рослин з родини жовтецевих (Ranunculaceae).

## Поширення
Росте в Україні, Росії, Білорусі, Польщі.